# 翼茎风毛菊
翼茎风毛菊（学名：Saussurea alata）是菊科风毛菊属的植物。分布在蒙古、俄罗斯以及中国大陆的新疆等地，生长于海拔540米至1,200米的地区，常生于农田、潮湿地以及水塘边，目前尚未由人工引种栽培。